# NGC 1250
NGC 1250 és una galàxia lenticular la galàxia situada a uns 275 milions d'anys llum de distància a la constel·lació Perseu. Va ser descoberta per l'astrònom Lewis Swift el 21 d'octubre de 1886. NGC 1250 és un membre del cúmul de Perseu